# Innocence Surround
Innocence Surround (2005) is de eerste ep van de Amerikaanse metalcoreband Confide, die uitkwam in juni 2005. Het is het opnamedebuut van de band. Het album werd in eigen beheer en in beperkte oplage uitgegeven. Het is de enige uitgave van de band met drummer Jason Pickard.

## Tracklist
1. Artax - 5:01
2. Talking in Riddles and Metaphors - 4:54
3. Dreaming a Reality - 2:41
4. Love Paid with Death - 3:44
5. Angels and Demons - 4:06

## Medewerkers

### Muzikanten
- Josh Plesh - zang
- Jeffrey Helberg - gitaar
- Aaron Van Zutphen - gitaar
- William 'Billy' Pruden - basgitaar
- Jason Pickard - drums